# Авиз
Авѝз (на италиански и на френски: Avise, на местен диалект: Aveuso, Авеузо) е село и община в Северна Италия, автономен регион Вале д'Аоста. Разположено е на 775 m надморска височина. Населението на общината е 340 души (към 2010 г.).